# آرون راسل
آرون راسل (انگلیسی: Aaron Russell؛ زادهٔ ۴ ژوئن ۱۹۹۳) بازیکن والیبال اهل ایالات متحده آمریکا و عضو تیم ملی والیبال مردان ایالات متحده آمریکا است.